# Successió apostòlica
La successió apostòlica és una doctrina teològica cristiana en què els apòstols transmeten la seva autoritat als seus successors, els bisbes, a través de la imposició de les mans, en el context del sagrament de l'Orde Sacerdotal. L'acceptació d'aquesta doctrina és la base de l'estructura episcopal de les principals esglésies d'Orient i Occident.
A través de la successió apostòlica, que uneix els bisbes de cada moment i en cada lloc amb la primera comunitat cristiana de Jerusalem i del seu fundador Jesús, es transmet el depositum fidei.

## Concepció del catolicisme romà i l'ortodòxia oriental
En la teologia de l'Església Catòlica de l'ortodoxa i de l'armènia, la successió apostòlica, és com una mena de descendència dels bisbes pels apòstols a través de la genealogia episcopal, explica un dels atributs de l'església cristiana, l'apostolicitat, fixat al Primer Concili de Constantinoble (381) i anunciat al Credo de Nicea
D'acord amb el Catecisme de l'Església Catòlica, l'Església és apostòlica perquè:
| «                                           | està fundada sobre els apòstols, de tres maneres: - Fou i continua edificada sobre "el fonament dels Apòstols" (Ef 2:20), testimonis escollits i enviats en missió pel mateix Crist; - Manté i transmet amb l'ajuda de l'Esperit Sant que habita en ella, l'ensenyament, el bon dipòsit i les sanes paraules escoltades als apòstols; - Fins al retorn de Crist, segueix sent ensenyada, santificada i dirigida pels Apòstols a través dels seus successors en el ministeri pastoral: el col·legi dels bisbes, "amb l'assistència dels sacerdots, en unió amb el successor de Pere i pastor suprem de l'Església" (Concili Vaticà II, Ad gentes, 5) | » |
| — .Catecisme de l'Església Catòlica, n. 857 | |   |

## Concepció protestant
En la teologia protestant per contra, no hi ha successió apostòlica lligada a l'Orde Sacerdotal, per la qual el concepte d'apostolicitat es conserva en el protestantisme només en el sentit d'una connexió ideal amb l'ensenyament dels apòstols a través de la fidelitat eficaç al Nou Testament. La "successió apostòlica", així, no es garanteix de forma automàtica, sinó que dependrà de la major o menor fidelitat d'una església a l'ensenyament apostòlic.